# امام حسن (دیلم)
امام حسن شهری است در استان بوشهر در جنوب ایران. شهر امام حسن مرکز بخش امام حسن از توابع شهرستان دیلم است.

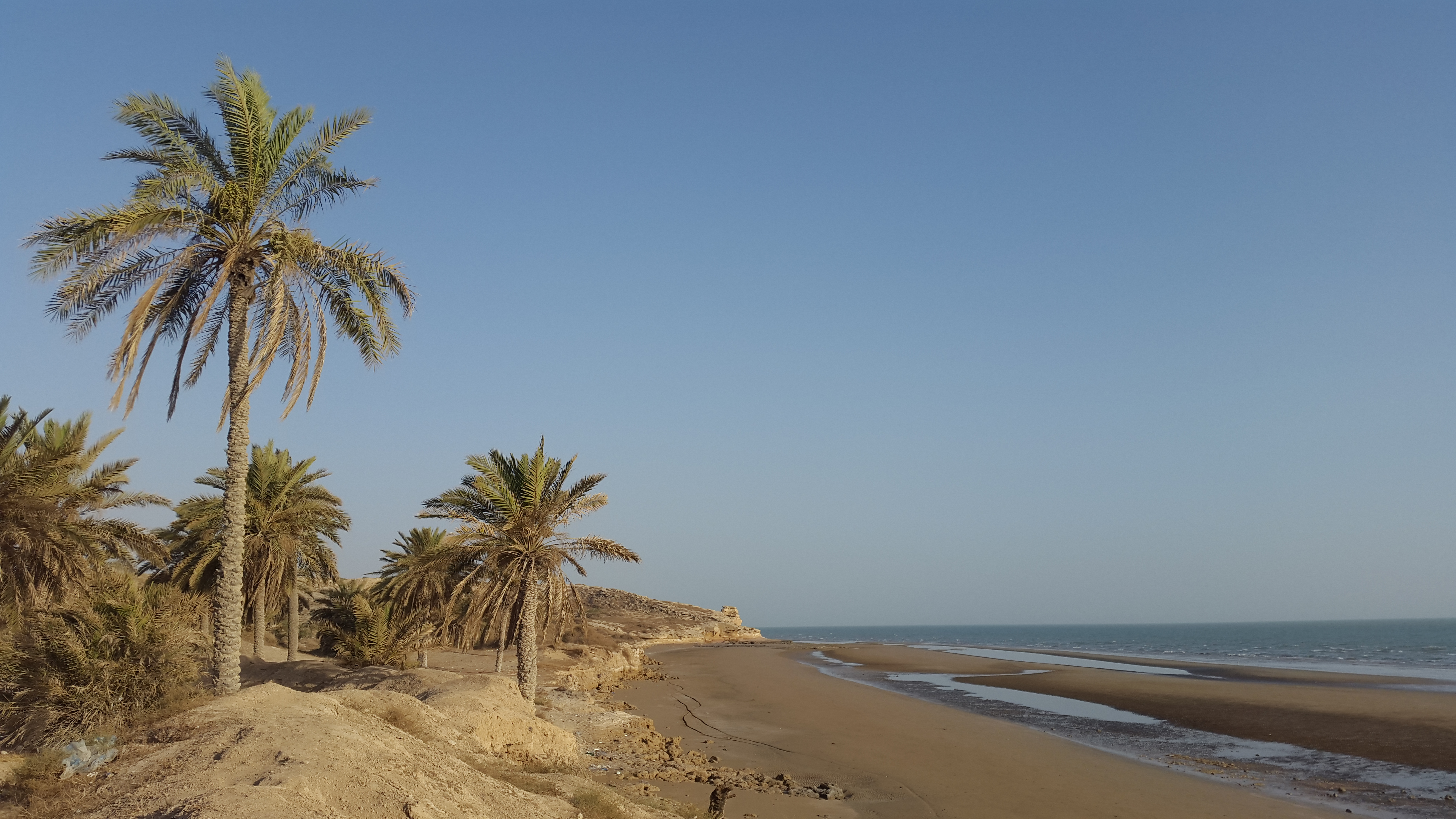
نمایی از خلیج فارس و درختان نخل (بندر امام حسن)

این شهر محل دفن امامزاده حسن از نوادگان امام موسی کاظم می‌باشد. این شهر بین بندر گناوه و بندر دیلم و در محل بندر باستانی سینیز در کناره خلیج فارس قرار گرفته‌است.
بهرگان یکی از چهار مناطق نفتی ایران نیز در شهر امام حسن قرار دارد که قطب مهم وسازنده تولید نفت خام هست.  
واقع شدن سواحل بکر صخره‌ای در جنوب بندر امام حسن یکی از جاذبه‌های طبیعی این بندر می‌باشد. همچنین پارک ساحلی امام حسن واقع در ساحل این شهر سالانه در ایام بهار پذیرای گردشگران زیادی از شهرستان‌های دیگر می‌باشد.
سواحل ماسه‌ای صخره‌ای این بندر از معدود سواحل بکر و زیبای جنوب است و مناظر نابش در کمتر ساحلی دیده می‌شود.
وجه تسمیه آن به خاطر دفن امامزاده حسن است. در گذشته این بندر بسیار پر رونق و پر رفت و آمد بوده است. در باقی مانده های این بندر آب انبار و چاه‌ها و همچنین سنگ‌های دریایی به جای مانده‌اند. تأسیسات با عظمت شرکت نفت فلات قاره بهرگان نیز در مجاورت این بندر قرار دارد.

## جمعیت
بر پایه سرشماری عمومی نفوس و مسکن در سال ۱۳۹۵ جمعیت این شهر ۲٬۷۳۱ نفر (۷۴۹ خانوار) می‌باشد.
جمعیت این شهر در سال ۱۳۸۵، برابر با ۲٫۱۹۲ نفر بوده‌است.

## زبان
گویش مردم این شهر همانند باقی مردم شهرستان لری لیراوی از شاخه لری جنوبی است.

## پیوندها
- «سینیز» پایگاه اطلاع‌رسانی بندر امام حسن.